# Pestalotiopsis funerea
Pestalotiopsis funerea är en svampart som först beskrevs av Jean Baptiste Desmazières, och fick sitt nu gällande namn av Steyaert 1949. Pestalotiopsis funerea ingår i släktet Pestalotiopsis och familjen Amphisphaeriaceae.  Utöver nominatformen finns också underarten discolor.